# ذات (برنامج)

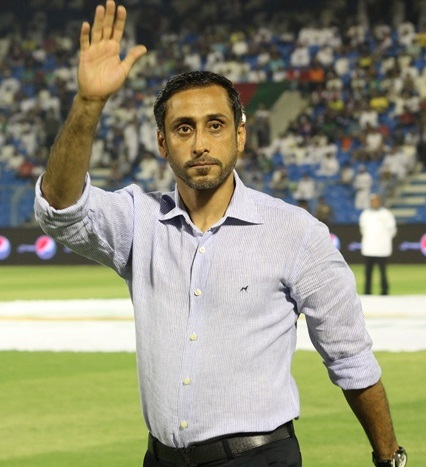
يقدم البرنامج لاعب كرة القدم السعودي سامي الجابر

ذات، برنامج تلفزيوني حواري يعرض على شاشة القناة السعودية في موسم رمضان، ويقدمه قائد المنتخب السعودي السابق لكرة القدم، سامي الجابر، الذي يخوض تجربة التقديم التلفزيوني لأول مرة في موسم البرنامج الأول الذي انطلق عام 2022، واستمر الجابر في تقديم الموسم الثاني من البرنامج عام 2023.

## عن البرنامج
بدأ الموسم الأول من برنامج ذات في موسم رمضان عام 2022، ويعتمد البرنامج على الأسلوب الحواري (واحد لواحد)، حيث يستضيف الجابر شخصيات فنية ورياضية وثقافية وسياسية للحديث عن ذواتهم وتجاربهم الحياتية. وحل رئيس نادي الهلال السعودي السابق، عبدالرحمن بن مساعد آل سعود الضيف الأول في انطلاقة البرنامج.

### الموسم الأول[3]
| ضيوف الموسم الأول  | ضيوف الموسم الأول | ضيوف الموسم الأول |
| الضيف              | رقم الحلقة        | تخصص الضيف        |
| ------------------ | ----------------- | ----------------- |
| عبدالرحمن بن مساعد | 1                 | شاعر ورياضي       |
| ماجد عبدالله       | 2                 | رياضي             |
| خالد مدخلي         | 3                 | إعلامي            |
| حمد البكر          | 4                 | رجل أعمال         |
| عائض القرني        | 5                 | واعظ إسلامي       |
| فايز المالكي       | 6                 | ممثل              |
| خالد عبدالرحمن     | 7                 | مغني              |
| ملاك عابد          | 8                 | أكاديمية          |
| محمد بقنة          | 9                 | طبيب              |
| محمد الشرهان       | 10                | راوي              |
| عيد اليحيى         | 11                | باحث في الآثار    |
| حسين عبدالغني      | 12                | رياضي             |
| فهد عامر الأحمدي   | 13                | كاتب              |
| مها المنيف         | 14                | طبيبة             |
| يوسف الجراح        | 15                | ممثل              |
| تركي الفيصل        | 16                | سياسي             |
| علي الغامدي        | 17                | متطوع             |
| يوسف الثنيان       | 18                | رياضي             |
| محمد نور           | 19                | رياضي             |

### الموسم الثاني[3]
| ضيوف الموسم الثاني  | ضيوف الموسم الثاني | ضيوف الموسم الثاني |
| الضيف               | رقم الحلقة         | تخصص الضيف         |
| ------------------- | ------------------ | ------------------ |
| ثريا عبيد           | 1                  | أكاديمية           |
| بندر بن خالد الفيصل | 2                  | رياضي              |
| بسمة الميمان        | 3                  |                    |
| عبدالله بن مساعد    | 4                  | رياضي ورجل أعمال   |
| عبدالله الفوزان     | 5                  |                    |
| علي عسيري           | 6                  | دبلوماسي           |
| أحمد التميمي        | 7                  |                    |
| سعد الفرج           | 8                  | ممثل               |
| عبدالناصر الزاير    | 9                  |                    |
| عائض القحطاني       | 10                 | طبيب               |
| أيمن زيدان          | 11                 | ممثل               |
| سمها الغامدي        | 12                 |                    |
| عبدالله القويز      | 13                 | دبلوماسي واقتصادي  |
| رميح الرميح         | 14                 | مسؤول حكومي        |